# Синт Еустациус
Синт Еустациус (на нидерландски: Sint Eustatius) е остров в Карибско море и специална община на Нидерландия. Островът се намира в северната част на Малките Антили.
До 11 октомври 2010 г. островът е част от Нидерландските Антили, след което става специална община на Нидерландия.
Името на острова идва от нидерландското име на легендарния християнски мъченик Свети Евстатий.